# Yard (Trinkgefäß)

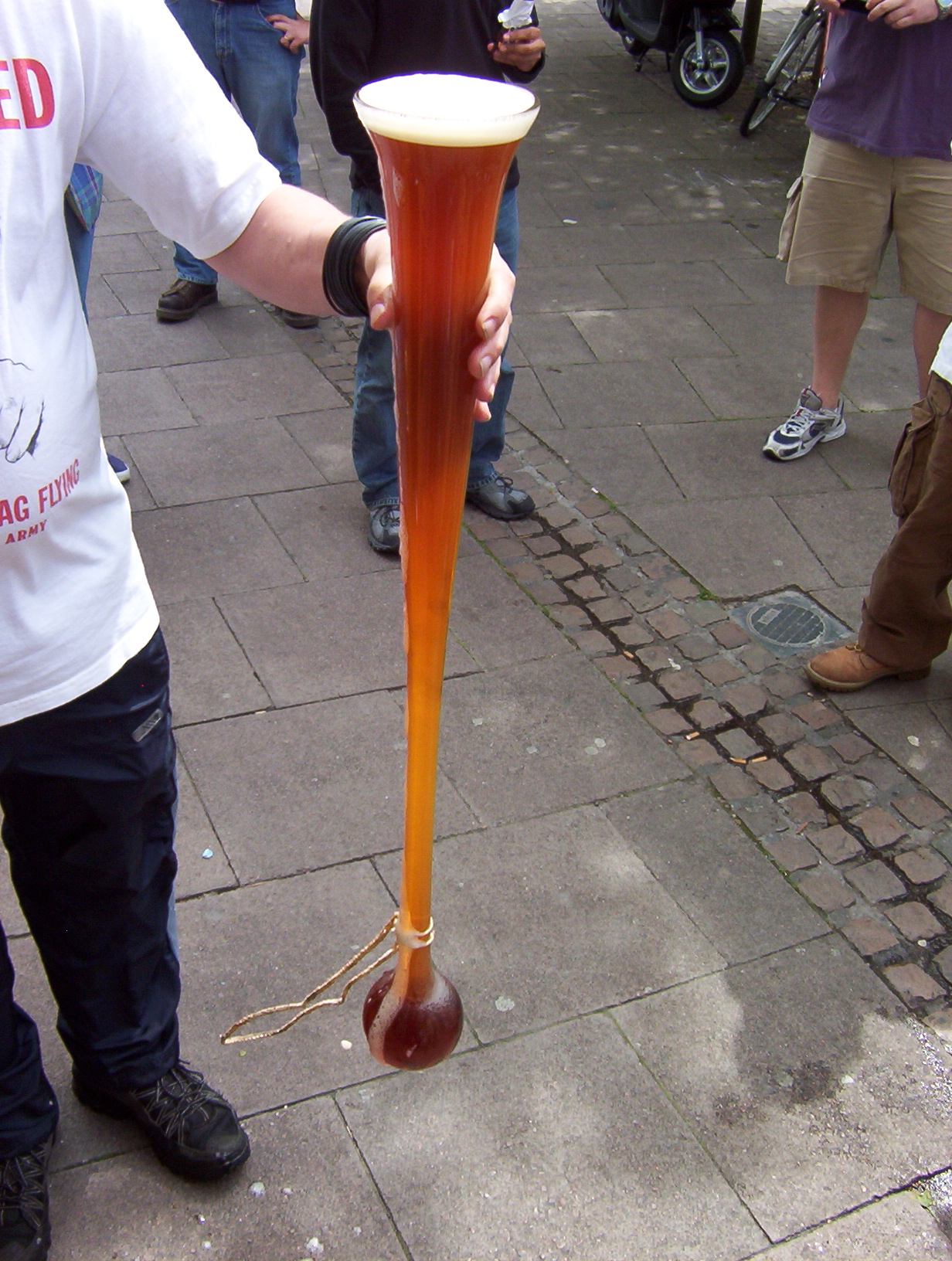
Yard of Ale

Ein Yard, auch Yard-Of-Ale, Long Glass, Ells Glass oder Cambridge Yard Glass, ist ein hohes Trinkglas, welches für gewöhnlich zum Konsum von Bier verwendet wird.

## Namensgebung und Aufbau
Seinen Namen hat das Glas seinen Abmessungen zu verdanken. Es hat für gewöhnlich eine Höhe von einem Yard (91,44 cm) und ein Fassungsvermögen von zwei imperialen Pints (1,14 l). Allerdings existieren auch kleinere Yard-Of-Ale Gläser mit einer Höhe von nur 18 Inches (45,72 cm) und größere mit einer Höhe von über einem Yard und einem Fassungsvermögen von bis zu 4 Pints (2,27 l).
Das Glas besteht aus einer trichterförmigen Röhre, welche ca. 85 % der Glashöhe einnimmt; diese mündet in einer Kugel. Aufgrund dieser Bauweise kann das Glas nicht ohne Hilfsmittel abgestellt werden. Für gewöhnlich stellt man es in eine spezielle Halterung oder hängt es an die Wand.

## Geschichte
Das Yardglas wurde das erste Mal im Jahr 1617 von Thomas Young in England's Bane erwähnt. In John Evelyns Tagebuch findet man am 10. Februar 1685 einen weiteren Hinweis darauf. Hier wird beschrieben, dass zur Feier der Proklamation von König James II. in Bromely (Grafschaft Kent, England) vom Hochsheriff, seinen Offizieren und hohen Gentlemen aus einem „Flintglas von einem Yard Länge“ getrunken wurde.
Auch wenn es laut Evelyn den Anschein hat, dass das Yard nur zu speziellen Anlässen verwendet wurde, gibt es doch reichlich Hinweise darauf, dass es vor allem in Rasthöfen, Tavernen und Pubs für den alltäglichen Gebrauch bei Trinkwettbewerben verwendet wurde. Dieser Gebrauch hält bis in die heutige Zeit an. So findet sich im Guinness-Buch der Rekorde von 1975 ein Eintrag, der belegt, dass Peter Dowdeswell aus Earls Barton, England, es geschafft hat, ein Yard-Of-Ale mit einem Fassungsvermögen von 2 imp.pt (etwa 1,14 Liter) Bier innerhalb von 5 Sekunden auszutrinken.

## Verbreitung und Verwendung
Yardgläser findet man vor allem in Großbritannien, wo sie für etwa 400 Jahre in Gebrauch waren und teilweise noch sind. Auch in Neuseeland und Irland sind diese Gläser zu finden. Aufgrund der Bauart wird das Yard gerne für Trinkspiele verwendet. Es ist schwer, das Glas abzusetzen, ohne dass beim Zurücklaufen des Inhaltes etwas herausspritzt. Ebenso kann es passieren, dass sich der Inhalt des Glases über den ungeübten Trinker ergießt, sobald sich in der Kugel eine Luftblase bildet.
Antike Yardgläser sind aufgrund der Zerbrechlichkeit ihres Materials kaum noch vorhanden. Eine der größten Sammlungen von Yardgläsern unterhält die Familie Sackville aus Knole House, Sevenoaks in der Grafschaft Kent, England.